# Xu Zhen
Xu Zhen 徐震 (cinese) (Changzhou, gennaio 1898 – ottobre 1967) è stato uno storico cinese.
Xu Zhen (徐震), zi Zhedong (哲东), fu un famoso praticante di arti marziali cinesi e notissimo scrittore, ricoperse il ruolo di professore di letteratura in cinque Università. In particolare si distinse per la sua attività di storico e ricercatore delle arti marziali.

## La vita
Xu Zhen nacque nel 1898 a Changzhou (常州) nella provincia del Jiangsu.
All'età di cinque anni frequentò una scuola privata. A quattordici anni entrò nella Scuola Primaria Guanying (冠英高等小学, Guanying Gaodeng Xiaoxue). L'anno successivo entrò nella Scuola Media Shanghai Du (上海读中学, Shanghai Du Zhongxue). A diciannove anni iniziò a frequentare l'Università Dongwu  (东吴大学, Dongwu Daxue) di Suzhou. Egli ottenne il posto di Direttore della Biblioteca di Nanchino (南京图书馆, Nanjing Tushu Guan).

## Le sue esperienze marziali
Dall'età di 14 anni iniziò a praticare moltissimi stili di Wushu: Ditangquan, Chaquan, Tantui, Taijiquan, Tongbeiquan, Xingyiquan, Baguazhang, Ziranmen, che egli apprese da maestri importantissimi come Yu Zhensheng, Ma Jinbiao, Zhou Xiufeng, Yang Shaohou, Hao Yueru, Li Yaxuan, Du Xinwu, Tian Zuosen ed altri. In particolare nel 1931 si recò a conoscere Hao Yueru con cui studiò Taijiquan stile Yang e stile Hao (Wushi taijiquan).
Fondò la Associazione Nazionale di Wushu Zhengde che diresse per 17 anni, nella sua città natale (dal 1920 al 1937).
Dagli anni 50 agli anni 60 fu giudice e assistente capo giudice in ogni competizione nazionale di Wushu.

## Le opere
- Nel 1929 pubblica “Guoji lun lue” (國技論略).
- Nel 1935 “Taijiquan fa wei” (太極拳發微).

Questo è un elenco delle restanti opere:
- Tu Lun Wushu de xingzhi(图论武术的性质)
- Taijiquan jian shuo (太极拳简说 semplice discorso sul Taijiquan);
- Taijiquan yuanyuan jianshu (太极拳渊源简述 Riassunto sulle origini del Taijiquan);
- Hongmen chuanshuo suoyin (洪门传说索隐 Oscura leggenda dell Hongmen);
- Shaolin zongfa tushuo kaozheng (少林宗法图说考证 Ricerca illustrata sulla trasmissione dello Shaolin);
- Zhengde xueshe shu lue (正德学社述略, Breve esposizione di uno studio di gruppo sulla morale );
- Taijiquan dashi yongnian Hao gong zhi bei (太极拳大师永年郝公之碑);
- Diao quanshi Hao Junwen (吊拳师郝君文);
- Gu shi Wu furen aici (故室吴夫人哀辞);
- Taijiquan wu yong (太极拳五咏, 5 canti del Taijiquan);
- Changzhou yang mu zhi jilu de Xu Zhen shi (常州羊牧之辑录的徐震诗);
- Changshi wuji lun (苌氏武技论, Teoria dell'abilità marziale della famiglia Chang);
- Chang Naizhou Wushu xue (苌乃周武术学, Studio del Wushu di Chang Naizhou);
- Taijiquan xin lun (太极拳新论, Nuova teoria del taijiquan);
- Xu Zhen congshu Taijiquan kao xin lu (徐震丛书—太极拳考信录);
- Xu Zhen congshu Changshi wuji shu (徐震丛书—苌氏武技书 );
- Xu Zhen congshu Taiji quanpu li dong bian weihebian (徐震丛书—太极拳谱理董辨伪合编);
- Taiji quanpu jian (太极拳谱笺);
- Yiqi gong (意气功);
- Jianshi Taijiquan (简式太极拳);
- Ding shi taijiquan (定式太极拳);
- Taijiquan yuanli yu lianfa (太极拳原理与练法).